# Petrovics-Mérei Andrea
Petrovics-Mérei Andrea (Budapest, 1974. július 5. –) magyar műsorvezető, aki jelenleg az M4 Sportnál dolgozik.

## Életpályája
Fiatalon atlétaként sportolt. A Testnevelési Egyetemen tanárként végzett, emellett a Komlósi Oktatási Stúdióban is tanult. 1996-ban a Magyar Televíziónál helyezkedett el. Elsősorban atlétikai versenyeket közvetített. 1997-től 2007-ig az RTL Klub munkatársa volt. 2007-től ismét az MTV-ben dolgozik.
Általában a jelentősebb sportesemények közvetítéseiben szerepel, mint például az olimpia, a labdarúgó-világ- és Európa-bajnokság, úszó-világbajnokság, valamint a Formula–1 felvezető műsorának is állandó műsorvezetője.
Édesapja Mérei László korábban a magyar atlétika-válogatott szövetségi kapitánya volt. Második férje Petrovics Mátyás vízilabdaedző.

## Díjai
- Knézy Jenő-díj (2022)[6]